# 呂孫綾
呂 孫綾（りょ そんりょう、リュー スンリン、1988年〈民国77年〉3月12日 - ）は、中華民国（台湾）の政治家。民主進歩党所属の元立法委員。

## 経歴
2016年、第9回立法委員選挙で新北市第一選挙区から出馬し、27歳で初当選。この選挙で当選した最年少の立法委員となった。
2020年の第10回立法委員選挙でも再選を目指して出馬したが、民進党票の分裂によりわずか9000票の僅差で敗れた。
2023年、民進党の新北市第一選挙区の党内予備選に登録したが、その後辞退し、同選挙区から出馬する何博文を応援した。

## 選挙記録
| 年度 | 選挙               | 選挙区           | 所属政党   | 得票数  | 得票率 | 当選 | 注釈 |
| ---- | ------------------ | ---------------- | ---------- | ------- | ------ | ---- | ---- |
| 2016 | 第9回立法委員選挙  | 新北市第一選挙区 | 民主進歩党 | 110,243 | 53.28% |      |      |
| 2020 | 第10回立法委員選挙 | 新北市第一選挙区 | 民主進歩党 | 110,162 | 42.81% |      |      |